# Moero!! Pro jakjú ’95: Double Header
A Moero!! Pro jakjú ’95: Double Header, észak-amerikai címén Bases Loaded ’96: Double Header baseball-videójáték, melyet a Jaleco fejlesztett és jelentetett meg. A játék 1995-ben jelent meg Japánban és Észak-Amerikában PlayStation és Sega Saturn otthoni videójáték-konzolokra. A Double Header volt a Moero!! Pro jakjú sorozat nyolcadik és egyben utolsó játéka, amely Észak-Amerikában is megjelent, illetve az első, amit nem a Tose fejlesztett.

## Fogadtatás
A Next Generation szerkesztői a játék PlayStation-verziójának rövid tesztjében kiemelték, hogy „A Jaleco régóta futó baseballsorozatából már réges-rég kifogyott a szusz, és ez a teljesen kiábrándító 32 bites inkarnáció tökéletes ok arra, hogy hagyjuk kimúlni azt.” A játék mindkét változatát 1/5 csillagra értékelték.

## Fordítás
- Ez a szócikk részben vagy egészben  a   Bases Loaded '96: Double Header című angol Wikipédia-szócikk ezen változatának fordításán alapul.  Az eredeti cikk szerkesztőit annak laptörténete sorolja fel. Ez a jelzés csupán a megfogalmazás eredetét és a szerzői jogokat jelzi, nem szolgál a cikkben szereplő információk forrásmegjelöléseként.